# Siorac-en-Périgord
Siorac-en-Périgord (okzitanisch: Sieurac de Perigòrd) ist ein Ort und eine südwestfranzösische Gemeinde (commune) mit 1.079 Einwohnern (Stand 1. Januar 2022) in der alten Kulturlandschaft des Périgord im Département Dordogne im Nordosten der Region Aquitanien.

## Lage
Der Ort Siorac liegt im Périgord noir, etwa 28 Kilometer (Fahrtstrecke) südwestlich von Sarlat-la-Canéda, am Südufer der Dordogne, in die hier das Flüsschen Nauze einmündet. Der Kantonshauptort Belvès befindet sich etwa sechs Kilometer südlich. Zur Gemeinde gehören auch mehrere Einzelgehöfte.

## Bevölkerungsentwicklung
| Jahr      | 1968 | 1975 | 1982 | 1990 | 1999 | 2006 | 2018 |
| Einwohner | 784  | 793  | 863  | 904  | 893  | 982  | 1057 |

Im 19. Jahrhundert lag die Einwohnerzahl der Gemeinde meist zwischen 900 und 1300 Personen. Die Reblauskrise im Weinbau und der Verlust von Arbeitsplätzen durch die Mechanisierung der Landwirtschaft führten zu einem kontinuierlichen Bevölkerungsrückgang, der zu einem Tiefstand der Bevölkerung in den 1950er bis 1970er Jahren führte.

## Wirtschaft
Bis in die heutige Zeit spielt die Landwirtschaft die größte Rolle im Wirtschaftsleben der Gemeinde. Der hier betriebene Weinbau ist jedoch nach der Reblauskrise gänzlich aufgegeben worden. Tabak und Mais sind ebenfalls auf dem Rückzug – stattdessen dominieren Wälder, Felder und Weiden, aber auch Walnuss-, Esskastanien- und Obstbäume die Region. Auch Gänseleberpastete und Trüffel zählen zu den regionalen Spezialitäten. Einige leerstehende Häuser werden als Ferienwohnungen (gîtes) vermietet.

## Geschichte
Die Ursprünge des Ortes gehen auf die römische bzw. gallorömische Epoche zurück. Eine romanische Kirche wird im Jahr 1143 urkundlich erwähnt und im Jahr 1199 vom Bischof von Périgueux an die Abtei La Sauve-Majeure gegeben; sie wurde jedoch im Hundertjährigen Krieg (1337–1453) zerstört. Der gotische Nachfolgebau wurde im 16. Jahrhundert ein Opfer der Hugenottenkriege (1562–1598); nur der untere Teil der Fassade mitsamt dem Portal und einige Wandsegmente blieben erhalten.

## Sehenswürdigkeiten

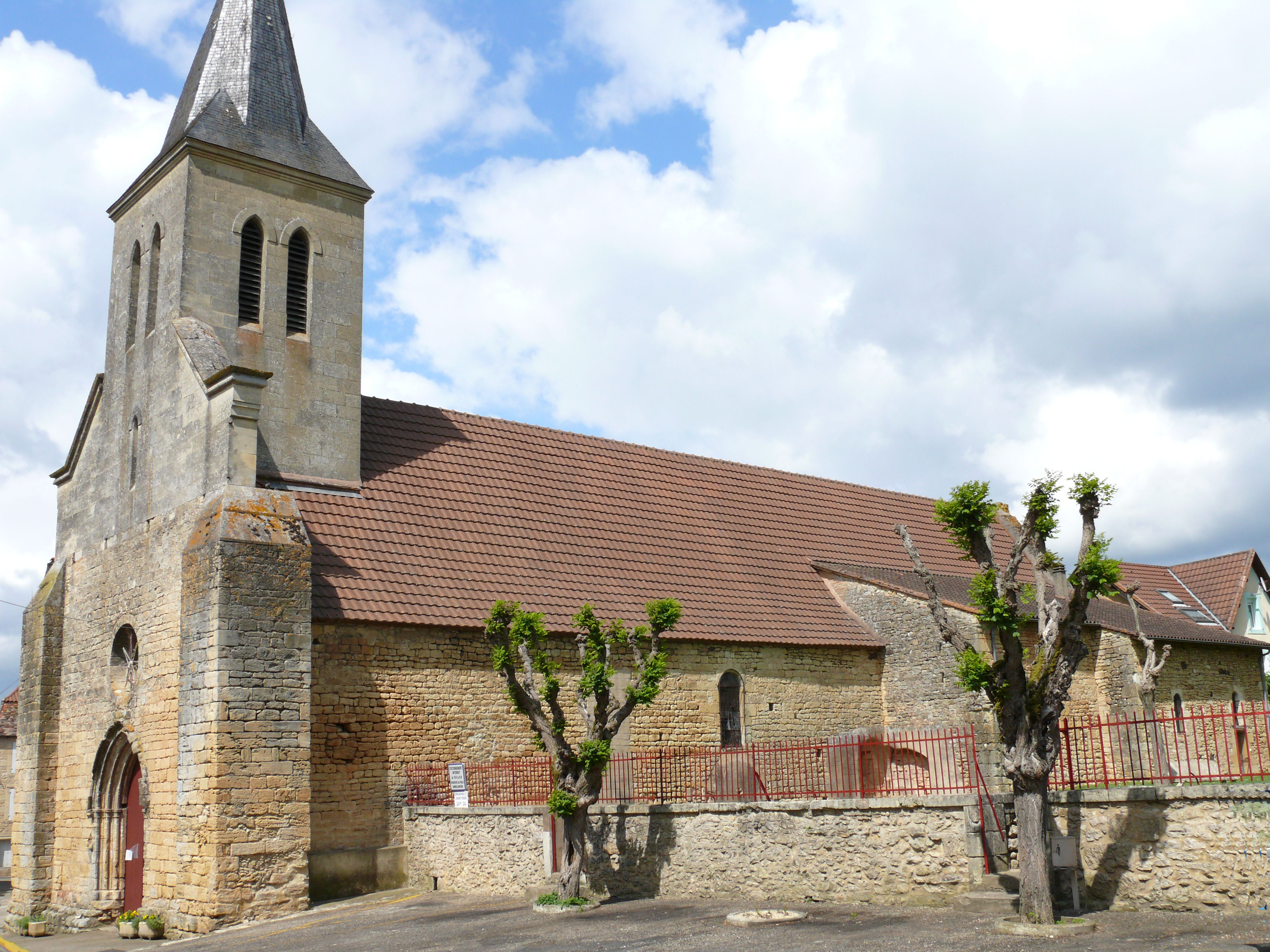
Kirche Saint-Pierre-ès-Liens

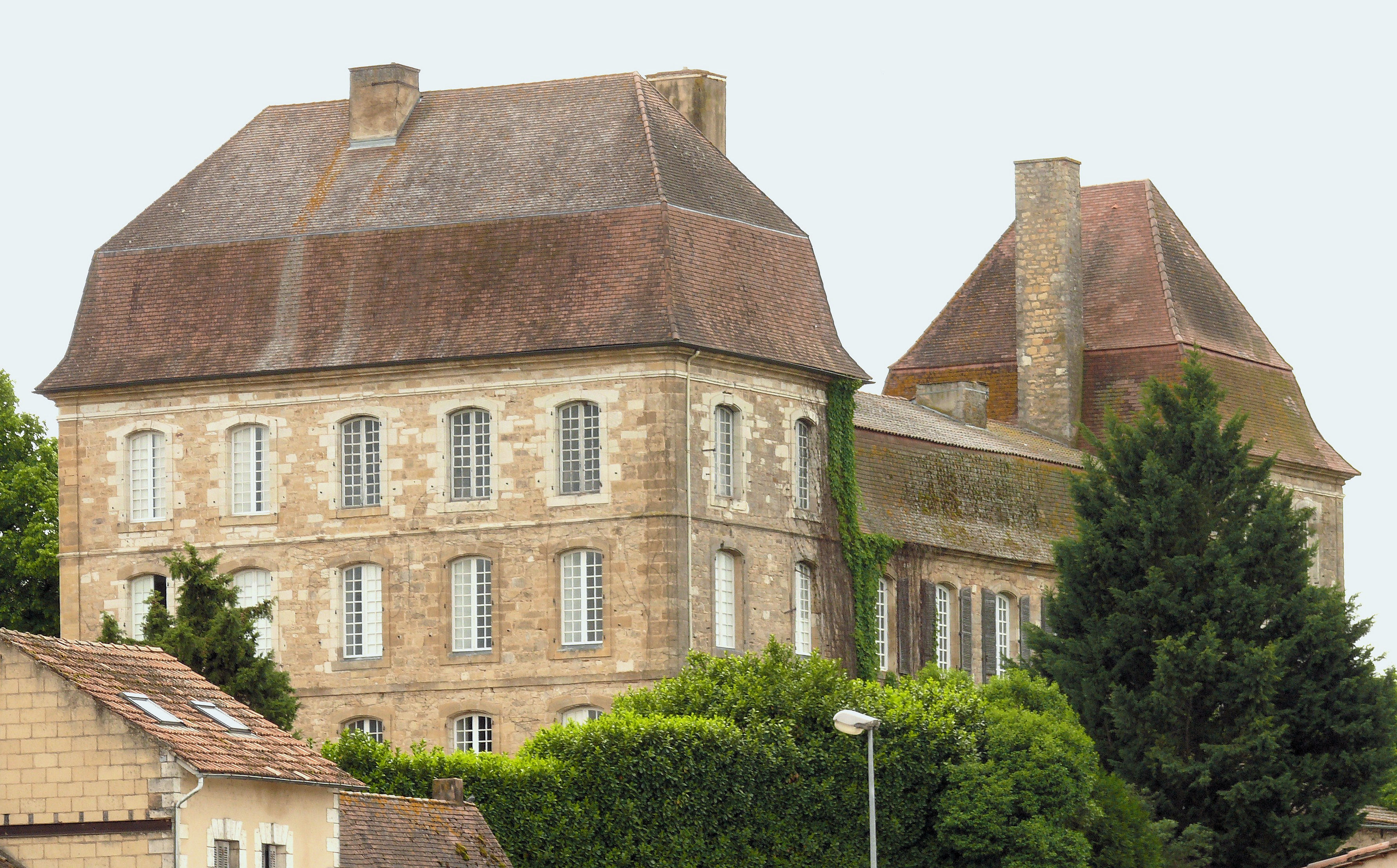
Château de Siorac

- Die Pfarrkirche Saint-Pierre-ès-Liens (Sankt Peter in Ketten) wurde zu Beginn des 17. Jahrhunderts instand gesetzt; der Glockenturm scheint im 19. Jahrhundert aufgesetzt worden zu sein. Ebenso wie das Äußere ist auch das Kirchenschiff einfach und weitgehend schmucklos gehalten.
- Das barocke Schloss stammt aus dem 18. Jahrhundert und gehörte lange Zeit der Familie Verrie de Siorac, die den Grafentitel Comte de Vivans trug. Der ungewöhnliche Bau wird dominiert von den beiden dreigeschossigen Seitenpavillons mit ihren hohen fensterlosen Walmdächern; das dazwischen befindliche Corps de logis ist dagegen nur zweigeschossig und wirkt beinahe gedrungen.
- Die elfbogige Straßenbrücke über die Dordogne wurde im Jahr 1857 eingeweiht und nach Hochwasserschäden im Jahr 1885 erneuert.